# Paul (Paul et Virginie)
Pour les articles homonymes, voir Paul.
Paul est un personnage fictif de Paul et Virginie, roman de l'homme de lettres français Jacques-Henri Bernardin de Saint-Pierre paru en 1788. Habitant de l'Île de France, il est, avec Virginie, le héros et protagoniste de l'histoire. L'auteur le décrit comme « semblable à Adam, ayant la taille d'un homme avec la simplicité d'un enfant », « croyant en Dieu ». Il a été incarné, entre autres, par Pierre-François Pistorio dans le feuilleton télévisé Paul et Virginie et par Emmanuel Curtil dans la comédie musicale Paul et Virginie.